# Bundesagentur für Betreuungs- und Unterstützungsleistungen
Die österreichische Bundesagentur für Betreuungs- und Unterstützungsleistungen Gesellschaft mit beschränkter Haftung (abgekürzt BBU GmbH) ist eine Gesellschaft im Eigentum der Republik Österreich und nimmt die in den Geschäftsbereich des Bundesministeriums für Inneres fallende Betreuung von Asylwerbern sowie deren Rechtsberatung wahr.

## Hintergrund
Die Betreuung von Asylwerbern in den Erstaufnahmezentren wurde ursprünglich durch das Bundesministerium für Inneres wahrgenommen. Unter Innenminister Ernst Strasser wurde die Betreuung der Asylwerber privatisiert und mit Wirkung zum 1. Juli 2003 an das deutsche Unternehmen European Homecare vergeben.
Aufgrund von finanziellen Schwierigkeiten bei European Homecare wurde die Betreuung der Asylwerber nach einer erneuten Ausschreibung an die ORS Service GmbH (ein Tochterunternehmen der Schweizer ORS Service AG) vergeben. Im Zuge der Flüchtlingskrise 2015 und im Nationalratswahlkampf 2017 forderte die FPÖ wiederholt ein Ende der Betreuung durch private Unternehmen und Nichtregierungsorganisationen und eine Rückführung in eine staatliche Betreuung. Der damalige Innenminister Herbert Kickl kündigte im Oktober 2018 eine Umsetzung in Form einer Bundesagentur für Betreuungs- und Unterstützungsleistungen und eine geplante Aufnahme der Tätigkeit zwischen 2019 und 2020 an. Dieser Zeitpunkt konnte aufgrund von vertraglichen Verpflichtungen nicht eingehalten werden.
Die Agentur wird neben der Betreuung der Asylwerber auch die Rechtsberatung der Asylwerber durchführen, diese wurde bis dahin ebenfalls von privaten Nichtregierungsorganisationen wie der Diakonie durchgeführt.
Das BBU-Errichtungsgesetz wurde am 16. Mai 2019 im Nationalrat beschlossen und ist am 20. Juni 2019 in Kraft getreten. Die Aufnahme der Tätigkeit wurde nunmehr mit 1. Juli 2020 beziehungsweise 1. Jänner 2021 fixiert.

## Aufgaben
Die Aufgaben der BBU GmbH sind in § 2 BBU-Errichtungsgesetz definiert. Demnach obliegt der Bundesagentur die Betreuung von Asylwerbern in den Erstaufnahmezentren in Traiskirchen und Thalham sowie in den sonstigen Bundesbetreuungsstellen für Asylwerber, bis die Zuständigkeit für die Betreuung an die Länder übergeht. Diese Betreuung hat die Bundesagentur ab 1. Juli 2020 wahrzunehmen.
Ab 1. Jänner 2021 obliegt der Bundesagentur zudem die Rechtsberatung von Asylwerbern im Verfahren vor dem Bundesamt für Fremdenwesen und Asyl (BFA) sowie im Falle einer Beschwerde gegen einen Bescheid des BFA oder einer Säumnisbeschwerde im Verfahren vor dem Bundesverwaltungsgericht und die Rückkehrberatung und Rückkehrhilfe. Weiters stellt die Bundesagentur für die Überwachung von Abschiebungen Menschenrechtsbeobachter und für Verfahren vor Behörden Dolmetscher zur Verfügung. Die Beschäftigten der Bundesagentur, die solche Aufgaben wahrnehmen, sind dabei weisungsfrei.
Es sollen zirka 110 Personen als Rechtsberater eingesetzt werden, im Jahr 2021 sollen 373 Personen mit Aufgaben der Grundversorgung beschäftigt sein.

## Organisation
Organe der Gesellschaft sind die Geschäftsführer und der Aufsichtsrat. Das BBU-Errichtungsgesetz sieht die Bestellung eines oder mehrerer Geschäftsführer durch den Innenminister vor. Der Bereichsleiter für die Rechtsberatung ist vom Justizminister zu bestellen. Der Aufsichtsrat hat zwölf Mitglieder, wobei sechs vom Innenminister, eines vom Finanzminister, eines vom Justizminister und vier vom Betriebsrat bestellt werden. Entscheidungen werden mit Stimmmehrheit getroffen, bei Stimmgleichheit entscheidet der Vorsitzende, der vom Innenminister bestellt wird.
Zum Geschäftsführer wurde der Jurist Andreas Achrainer bestellt. Stephan Klammer, ehemaliger Leiter der Rechtsberatung der Diakonie Flüchtlingsdienst, ist Leiter der Rechtsberatung. Mitglieder des Aufsichtsrates sind Peter Webinger, Wolfgang Taucher, Martin Sevcik, Friederike Schwarzendorfer, Michael Dunkel, Anton Schuh, Britta Tichy-Martin, Johanna Eteme, Margret Mitteregger, Sylvia Scheiblauer, Nadja Lorenz und Friedrich Rüffler.

## Kritik
Kritisiert wurde die Einrichtung der Agentur von zahlreichen Nichtregierungsorganisationen, Juristen sowie von der Opposition. Nach Meinung von Amnesty International verabsäume es das Gesetz, die fundamentalen Rechte der Betroffenen in den Mittelpunkt zu stellen. Die Diakonie kritisierte, dass mit der Umsetzung „abermals kein positiver Beitrag zum Flüchtlingsschutz geleistet wird“ und der „Grundsatz, wonach jene Schutz erhalten sollen, die diesen auch benötigen“, aufgegeben werden würde.
Namhafte Juristen, darunter beispielsweise Manfred Nowak, Heinz Mayer und Clemens Jabloner sowie die Nationalratsabgeordnete Irmgard Griss (NEOS-Klub) setzten sich in einem offenen Brief für eine Beibehaltung der Rechtsberatung durch unabhängige Organisationen ein. Unterstützt wurde diese Forderung auch von ÖVP-Politiker Othmar Karas.
NEOS-Asylsprecherin Stephanie Krisper gab an, es widerspreche dem Prinzip der Rechtsstaatlichkeit, dass die Rechtsberatung derselben Behörde unterstehe, wie die inhaltlich entscheidenden Beamten.
Im Dezember 2023 entschied der Verfassungsgerichtshof in einem Gesetzesprüfungsverfahren, dass die Unabhängigkeit der Rechtsberatung für Asylwerber/-innen durch die Bundesbetreuungsagentur nicht hinreichend gesetzlich abgesichert sei, wodurch das Recht auf einen wirksamen Rechtsbehelf verletzt werde.